# Bharata
Bharata är i indisk mytologi den konung vars söner utgör eposet Mahabharatas stomme.
Enligt traditionen ska Bharata ha varit ett forntida indiskt folk; över huvud taget hör detta folk till de allra äldsta och mest sagoberömda av de indoariska stammarna. 
Det förekommer i Rigveda och ymnigt i indisk litteratur i övrigt. Ursprungligen väl namn på en stam bland övriga i Mahabharata som bärare av huvudhändelserna i nämnda folk och klasser, blir det en allmän beteckning för en större grupp av dessa folk; på ett sätt att nämnda epos fått sitt namn ("den stora Bharata-dikten" därav. Som enskild stam syns Bharata ha levat ännu på 500-talet i trakten av Mathura nordväst om det nuvarande Agra vid
Yamunas övre lopp. Patronymikon Bharata "Bhara-tid", liksom även det ursprungliga Bharata brukas i eposet merendels som namn på kung Dusyantas son Bharatas avkomlingar. 